# Analgosedacja
Analgosedacja – jedna z form znieczulenia, polegająca na jednoczesnym zastosowaniu leków o działaniu uspokajającym i nasennym (sedacja) oraz leków o działaniu przeciwbólowym (analgezja). Stosowana przy bolesnych zabiegach diagnostycznych oraz w intensywnej terapii.
W warunkach ambulatoryjnych do analgosedacji używa się:
- leków uspokajających – benzodiazepiny (np. midazolam),
- anestetyków wziewnych,
- anestetyków dożylnych (np. ketamina, propofol),
- leków przeciwbólowych – opioidy (np. remifentanyl), NLPZ, metamizol.

Ze względu na cel uzyskiwania różnych efektów klinicznych analgosedację dzieli się na:
- analgosedację minimalną, w trakcie której zniesiony jest lęk, zachowana jest prawidłowa odpowiedź na polecenia słowne,
- analgosedację umiarkowaną, ze wzmożoną sennością oraz próbą prawidłowej odpowiedzi na pojedyncze bodźce słowne lub dotykowe,
- analgosedację głęboką, w której pacjent śpi, zachowane są próby prawidłowej odpowiedzi na powtarzane bodźce dotykowe lub ból,
- znieczulenie ogólne, w czasie którego pacjent śpi, brak reakcji na bodźce bólowe.